# Folkkyrkan
Folkkyrkan är en frikyrka i Sölvesborg och ingår i pingströrelsen. De har sina lokaler på Danagatan och i Gamla skofabriken i Sölvesborg.
Kyrkan hette från början Filiadelfiakyrkan Sölvesborg, men bytte namn till det nuvarande år 2003. Förutom den dagliga verksamheten driver kyrkan också arbete i missionsorganisationen PTL Ministries som år 2003 hade ca 80 medlemsförsamlingar i Sverige. Man har även en egen tidning vid namnet "Stormvinden" som 2017 trycktes i drygt 4000 exemplar.
Varje år hålls en påskkonferens i kyrkan som brukar ha runt 300-400 närvarande. Kyrkan hade 2003 även 15 anställda varav 3 var pastorer i Sverige och 6 personer jobbade i utlandet.